# Lac de la Hutte Sauvage
Der Lac de la Hutte Sauvage ist ein See im Nordosten der kanadischen Provinz Québec.
Der Lac de la Hutte Sauvage bildet eine 35 km lange und 3 km breite Flussverbreiterung des Rivière George, der diesen in nördlicher Richtung durchfließt. Der See befindet sich im Osten der Labrador-Halbinsel, etwa 35 km westlich der Provinzgrenze zu Neufundland und Labrador. Der See bedeckt eine Fläche von 70 km². Der Lac de la Hutte Sauvage wird durch eine Verengung in einen südlichen und einen nördlichen Seeteil gegliedert. Der Rivière Déat, in dessen Einzugsgebiet der Lac Mistinibi liegt, mündet in sein östliches Ufer.
Der Lac de la Hutte Sauvage trug früher den englischen Namen Indian House Lake.